# Robert Rep
Robert Johannes Hendrikus Hermanus Rep (Utrecht, 30 december 1965) is een Nederlands politicus namens de Partij voor de Vrijheid. Rep werd op 4 juli 2024 beëdigd als Kamerlid van de PVV, nadat meerdere Kamerleden van de PVV hun carrière vervolgen in het kabinet-Schoof.
Rep verliet in 2009 de fractie van Gemeentebelangen Vlagtwedde nadat hij door deze partij op een onverkiesbare plaats was gezet. Sinds 2016 is hij actief voor de PVV en is zowel lokaal, provinciaal als landelijk actief. Naast de politiek is hij mede-eigenaar van een kapsalon in Ter Apel.

## Opleiding
In juni 1982 behaalde hij zijn mavodiploma aan de christelijke mavo De Akker te Ter Apel.

## Persoonlijk
Rep is sinds 1990 gehuwd en heeft drie zonen.
Max Aardema · Reinder Blaauw · Maikel Boon · Vincent van den Born · Martin Bosma · Willem Boutkan · René Claassen · Patrick Crijns · Marco Deen · Teun van Dijck · Emiel van Dijk · Eric Esser · Chris Faddegon · Dion Graus · Peter van Haasen · Hidde Heutink · Patrick van der Hoeff · Léon de Jong · Alexander Kops · Gidi Markuszower · Rachel van Meetelen · Jeremy Mooiman · Edgar Mulder · Jeanet Nijhof-Leeuw · Joeri Pool · Dennis Ram · Robert Rep · Raymond de Roon · Peter Smitskam · Folkert Thiadens · Nico Uppelschoten · Jan Valize · Martine van der Velde · Elmar Vlottes · Marina Vondeling · Henk de Vree · Geert Wilders
- Parlement.com: vmdskdekwuyi